# Kees Hillen
Kees Hillen (Amsterdam, 25 januari 1946 – aldaar, 16 mei 2004), was een Nederlands artistiek leider en radioman.
Na opleidingen gymnasium A te Rotterdam (1964) en muziekwetenschappen aan de Rijksuniversiteit Utrecht (1971), werd hij medewerker bij de muziekafdeling van de VARA te Hilversum (1973), waarvan hij hoofd was van 1975-1983. Van 1983-1990 was hij directeur promotie van Donemus (Uitgeverij en Documentatiecentrum voor Nederlandse Muziek). In 1990 werd hij artistiek leider van het Rotterdams Philharmonisch Orkest. Sinds 2000 was hij werkzaam als hoofd klassieke muziek bij de AVRO.
Hillen overleed op 58-jarige leeftijd aan de gevolgen van een ongeneeslijke ziekte.